# فهرست روز معلم در کشورها
روز معلم یک روز ویژه برای قدردانی از معلمان است و با برگزاری جشن‌هایی از آنها بخاطر مشارکت ویژه در یک زمینه خاص یا به‌طور کلی جامعه تقدیر می‌شود.

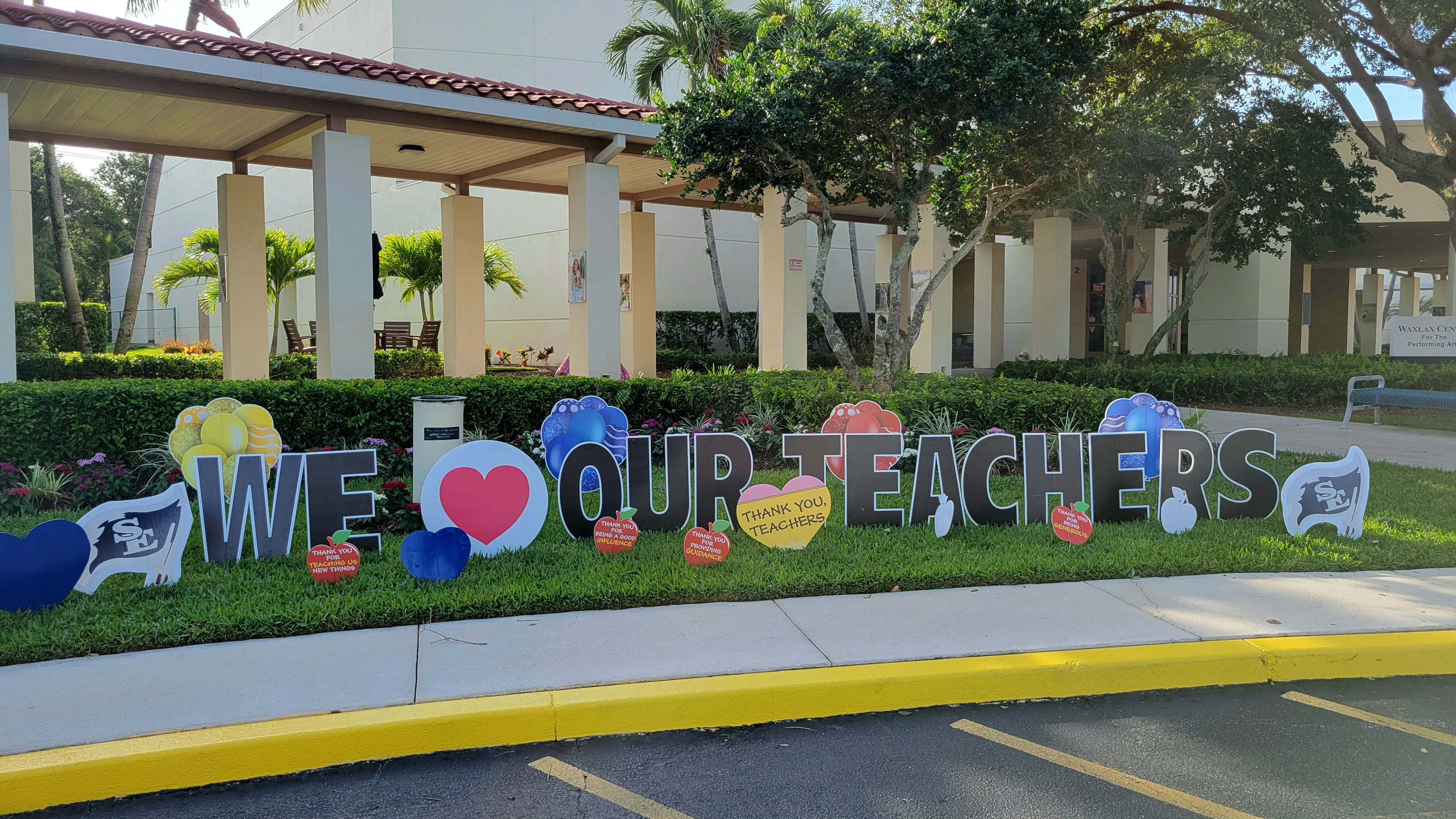
تزیین هفته قدردانی از معلم در مدرسه ای در فلوریدا.

ایده جشن روز معلم در سده نوزدهم در بسیاری از کشورها ریشه دواند. در بیشتر موارد، آنها از یک مربی محلی یا یک مرحله مهم در آموزش و پرورش کشور خودشان تجلیل می‌کنند. به همین دلیل مهم، برخی کشورها برخلاف بسیاری از روزهای بین‌المللی دیگر، این روز را در تاریخ‌های مختلف جشن می‌گیرند. به عنوان مثال، آرژانتین از سال ۱۹۱۵ روز درگذشت دومینگو فوستینو سارمینتو را در ۱۱ سپتامبر به عنوان روز معلم گرامی می‌دارد. در هند روز تولد دومین رئیس‌جمهوری، ساروپالی رادهاکرشنن (۵ سپتامبر) از سال ۱۹۶۲ به عنوان روز معلم جشن گرفته می‌شود. و گورو پورنیما به‌طور سنتی به عنوان روزی برای ستایش معلمان توسط هندوها جشن گرفته می‌شد. با توجه به کتاب مقدس هندو، پرورش یک گورو (روحانی) بسیار مهم است، بدون معلم معنوی نمی‌توان به نجات رسید. هویت یک معلم معنوی واقعی در آدیای ۱۵ شلوک ۱ تا ۴ کتاب مقدس گیتا نوشته شده است. روز معلم در سال ۲۰۲۱ با عنوان «ابهر دیواس» جشن گرفته شد.بسیاری از کشورها نیز روز معلم را در ۵ اکتبر همزمان با روز جهانی معلم جشن می‌گیرند که توسط یونسکو در ۱۹۹۴ نامگذاری شد.
یک روز برای آموزش خانگی قدردانی از معلمان پیشنهاد شده است، که بعداً چندین گروه آموزش خانگی سازماندهی کردند. «روز والدین به عنوان معلم» ایالات متحده در ۸ نوامبر از دهه ۱۹۷۰ وجود دارد. در حالی که این امر ابتدا بر نقش والدین در آموزش و یادگیری اولیه کودکی متمرکز بود، برخی از کودکان مدرسه‌ای از آن برای تصدیق اولویت نقش والدین در آموزش استفاده می‌کنند.

## روز معلم در کشورها
| کشور              | روز معلم                                                                                | سبب نامگذاری |
| ----------------- | --------------------------------------------------------------------------------------- | --- |
| افغانستان         | ۱۴ میزان، ۵ اکتبر، ۳ اردیبهشت                                                           | مدارس تعطیل نمی‌شوند ولی دانش آموزان و معلمان گردهم می‌آیند تا در مدارس با غذاهای سنتی سنتی، کوکی‌ها، موسیقی و دادن هدایایی برای معلمان جشن بگیرند. |
| آلبانی            | ۷ مارس                                                                                  | برای افتتاح اولین مدرسه‌ای که در آن به زبان آلبانیایی درس داده می‌شد، در ۷ مارس ۱۸۸۷ جشن گرفته می‌شود. |
| الجزایر           | ۲۸ فوریه                                                                                | |
| آرژانتین          | ۱۱ سپتامبر                                                                              | بخاطر دومینگو فوستینو سارمینتو (۱۵ فوریه ۱۸۱۱–۱۱ سپتامبر ۱۸۸۸). روزنامه‌نگار، فرماندار سان خوان، دیپلمات، سناتور، رئیس‌جمهوری آرژانتین. آموزش ابتدایی اجباری شد، ۸۰۰ مؤسسه آموزشی و نظامی شامل مدارس معلمان و همچنین کتابخانه‌های عمومی تأسیس گردیدد، زیرساخت‌ها توسعه یافت و مهاجرت تقویت شد. با الهام از هوراس مان، که با او دوست شد، ۳۲ معلم آمریکایی را به آرژانتین آورد تا مدل آموزش عمومی آمریکایی را توسعه دهند. کنفرانس بین‌المللی آموزش و پرورش ۱۹۴۳، در پاناما برگزار شد، ۱۱ سپتامبر به عنوان پانامریکا روز معلم نامگذاری شد. |
| ارمنستان          | ۵ اکتبر                                                                                 | ارمنستان قبلاً روز معلم را در اولین یکشنبه اکتبر جشن می‌گرفت. بر اساس تصمیم پارلمان برای اصلاح قانون تعطیلات و روزهای بزرگداشت جمهوری ارمنستان، تعطیلات به ۵ اکتبر مصادف با روز جهانی معلم منتقل شد. |
| استرالیا          | آخرین جمعه اکتبر                                                                        | در جشن روز جهانی معلم در استرالیا، بنیاد نیتا و گروه بورسیه‌های تحصیلی استرالیا، دریافت‌کنندگان جوایز ملی تدریس شایستگی جامعه را اعلام می‌کنند. اگر آخرین جمعه ماه در ۳۱ اکتبر مصادف با هالووین باشد، جشن به ۷ نوامبر موکول می‌شود. |
| آذربایجان         | ۵ اکتبر                                                                                 | بین سال‌های ۱۹۶۵ تا ۱۹۹۴، اولین یکشنبه اکتبر و از سال ۱۹۹۴، ۵ اکتبر، مصادف است با روز جهانی معلم. |
| بحرین             | ۵ اکتبر                                                                                 | |
| بنگلادش           | اکتبر                                                                                   | |
| بلاروس            | اولین یکشنبه اکتبر                                                                      | |
| بلژیک             | ۵ اکتبر                                                                                 | |
| بوتان             | ۲ مه                                                                                    | سالروز تولد سومین پادشاه بوتان، به عنوان روز معلم تعیین شد: جیگمه دورجی وانگچوک آموزش مدرن را در کشور گسترش داد. |
| بولیوی            | ۶ ژوئن                                                                                  | |
| برزیل             | ۱۵ اکتبر                                                                                | به مناسبت فرمان پدرو یکم (امپراتور برزیل) در ۱۵ اکتبر ۱۸۲۷ تنظیم مدارس ابتدایی در برزیل. این جشن در سراسر کشور محبوبیت پیدا کرد و در ۱۹۶۳ به‌طور رسمی، ۱۵ اکتبر به عنوان روز معلم نامگذاری شد. |
| برونئی            | ۲۳ سپتامبر                                                                              | به مناسبت گرامیداشت تاریخ تولد بیست و هشتمین فرمانروای برونئی، سلطان عمر علی سیف الدین سوم، همچنین به عنوان "معمار برونئی مدرن" شناخته می‌شود، که از جمله موارد دیگر بر اهمیت آموزش برای سوژه‌های خود با معرفی سیاست آموزش "رایگان" که به موجب آن شهروندان برای حضور در مدارس هزینه‌های بسیار اسمی دریافت می‌کنند. این خط مشی توسط حاکم فعلی (بیست و نهمین) ادامه و گسترش یافته است. |
| بلغارستان         | ۲۴ مه                                                                                   | بلغاری‌ها در ۲۴ مه، روز مقدسین سیریل و متدیوس و فرهنگ بلغاری، معلمان را جشن می‌گیرند. علاوه بر این، ۱ نوامبر یک تعطیلات بلغاری است که به مربیان و دانشمندانی اختصاص داده شده است که ارزشهای معنوی و هویت فرهنگی بلغارستان را ساخته و حفظ کرده‌اند. در ۲۹ سپتامبر ۲۰۰۶، تاریخ ۵ اکتبر از سوی دولت به عنوان روز معلم شناخته شد. |
| کامرون            | ۵ اکتبر                                                                                 | سه شنبه، ۵ اکتبر ۲۰۱۰، معلمان در کامرون به همسالان خود در سراسر جهان پیوستند تا هفدهمین روز جهانی معلم را جشن بگیرند. با موضوع "ساختمان ملت از طریق معلمان عبور می‌کند"، این روز فرصتی برای ادای احترام به معلمانی بود که گاهی در شرایط نه چندان راحت برای ایجاد ظرفیت‌های منابع انسانی برای توسعه اقتصادی و اجتماعی کشور تلاش می‌کنند. به فعالیت‌های یادبود در یائوند در ۲۹ سپتامبر با گفتگوهای آموزشی در دانشگاه آغاز شد لیسه جنرال لکلرک و در روز جهانی معلم در مجموعه ورزشی چند منظوره وادا به پایان رسید. |
| کانادا            | ۵ اکتبر                                                                                 | در ۵ اکتبر، همراه با بیش از ۱۰۰ کشور در سراسر جهان، فدراسیون معلمان کانادا و سازمانهای عضو آن در سراسر کشور روز جهانی معلم را از طریق کمپین آگاهی عمومی که مشارکت‌های حرفه معلمی را برجسته می‌کند، جشن می‌گیرند. |
| شیلی              | ۱۶ اکتبر                                                                                | در سال ۱۹۶۷، ۱۱ سپتامبر به عنوان "دیا دل مائسترو" ("روز معلم") انتخاب شد. تاریخ به ۱۰ دسامبر ۱۹۷۵ منتقل شد زیرا در آن روز در سال ۱۹۴۵، شاعر شیلی گابریلا میسترال جایزه نوبل را دریافت کرد. در سال ۱۹۷۷، تغییر نام داد به "دیا دل پروفسور "(همچنین "روز معلم") و مجدداً به افتخار تأسیس بنیاد کولیجیو د پروفسورها در شیلی (انجمن معلمان شیلی) به ۱۶ اکتبر منتقل شد. |
| چین               | ۱۰ سپتامبر                                                                              | در جمهوری خلق چین، برخی از فعالیت‌ها برای نشان دادن قدردانی دانش آموزان از معلمان مانند ارائه هدایایی از جمله کارت و گل وجود دارد. علاوه بر این، بسیاری از دانش آموزان سابق به مدارس ابتدایی، راهنمایی و دبیرستان‌های قدیمی خود برمی گردند تا به معلمان قدیمی خود هدیه دهند. دولت برای اولین بار روز معلم را در سال ۱۹۸۵ اعلام کرد، اما هرگز به روشنی توضیح نداده است که چرا باید در ۱۰ سپتامبر جشن بگیرد. برخی معتقدند که به دلیل تلفظ مشابهی بین کلمه «معلم» (教师 jiao shi) و دو رقم ۹ (九 jiu)، ۱۰ (十 shi) در تاریخ است. برخی معتقدند که این یک انتخاب خودسرانه بوده است و پیشنهاد داده‌اند که آن را به ۲۸ سپتامبر تغییر دهند، که تصور می‌شود تاریخ تولد کنفوسیوس است. در ۵ سپتامبر ۲۰۱۳، شورای دولتی پیش نویس قانونی را تأیید کرد که این تغییر را تأیید می‌کند. |
| کلمبیا            | ۱۵ مه                                                                                   | این روز انتصاب سان خوان باوتیستا د لا ساله به عنوان حامی معلمان. در سال ۱۹۵۰، پاپ پیوس دوازدهم موافقت خود را با لا ساله به عنوان حامی معلمان برای حمایت از اهداف آموزش و پرورش مدرن. بنیانگذار مقدس تحصیل کودکان را وظیفه همه می‌داند. معمولاً مدارس زمان او (۱۶۵۱–۱۷۱۹) فقط جوانانی را می‌پذیرفتند که در زمینه سیاست یا دیپلماسی تحصیل می‌کردند. خوان باوتیستا اصول آموزش رایگان و جهانی را بیان کرد. در همان سال در کلمبیا، رئیس‌جمهور این روز را به عنوان روز معلم اعلام کرد. |
| کاستاریکا         | ۲۲ دسامبر                                                                               | به مناسبت تاریخ تولد مائورو فرناندز آکونیا (۲۲ دسامبر ۱۸۴۳)، اصلاحگر آموزش و پرورش کاستاریکا |
| کرواسی            | ۵ اکتبر                                                                                 | کرواسی روز معلم را در ۵ اکتبر مانند بسیاری از کشورهای دیگر در اروپا جشن می‌گیرد. با این حال، کرواتی‌ها تشویق می‌شوند که در طول سال از معلمان قدردانی کنند. |
| کوبا              | ۲۲ دسامبر                                                                               | در ۲۲ دسامبر ۱۹۶۱، کوبا خود را کشوری بدون بی‌سواد اعلام کرد. |
| جمهوری چک         | ۲۸ مارس                                                                                 | تولد جان آموس کامنیوس. دانش آموزان چک انگیزاننده‌ترین و الهام بخش‌ترین معلمان خود را به آموس طلایی دانشگاه معرفی می‌کنند (مسابقه آموس طلایی). تاجگذاری "طلایی آموس" سالانه در ۲۸ مارس انجام می‌شود. |
| جمهوری دومینیکن   | ۳۰ ژوئن                                                                                 | |
| اکوادور           | ۱۳ آوریل                                                                                | |
| مصر               | ۲۸ فوریه                                                                                | |
| السالوادور        | ۲۲ ژوئن                                                                                 | روز معلم در السالوادور به عنوان یک تعطیلات ملی محسوب می‌شود. |
| استونی            | ۵ اکتبر                                                                                 | در استونی دانش آموزان کلاس آخر با تدریس خودشان به معلمان مرخصی می‌دهند. |
| گرجستان           | ۵ اکتبر                                                                                 | در سال‌های ۱۹۶۵ تا ۱۹۹۴، اولین یکشنبه اکتبر و از سال ۱۹۹۴، در ۵ اکتبر همگام با روز جهانی معلم است. |
| آلمان             | ۵ اکتبر                                                                                 | |
| یونان             | ۳۰ ژانویه                                                                               | برگرفته از ایمان ارتدوکس شرقی در زمان یادبود سه سلسله مقدس و معلمان عالمانه (باسیل بزرگ، گرگوری متکلم و جان کریستوستوم) |
| گواتمالا          | ۲۵ ژوئن                                                                                 | جشنی به افتخار معلم ماریا چینچیلا که در اعتراض به خشونت علیه دولت کشته شد. |
| هندوراس           | ۱۷ سپتامبر                                                                              | جشن به افتخار زندگی خوزه ترینیداد ریس |
| هنگ کنگ           | ۱۰ سپتامبر                                                                              | قبل از انتقال حاکمیت هنگ کنگ در سال ۱۹۹۷، روز معلم در ۲۸ سپتامبر بود. پس از واگذاری به جمهوری خلق چین، روز به ۱۰ سپتامبر تغییر کرد، زمانی که جمهوری خلق چین این تعطیلات را جشن می‌گیرد. |
| مجارستان          | اولین یکشنبه ژوئن                                                                       | |
| هند               | ماه کامل روز آشا (ژوئن - جولای) و ۵ سپتامبر                                             | گورو پورنیما یک جشنواره هندی و نپالی است که به معلمان روحانی و دانشگاهی اختصاص داده شده است. این جشن به‌طور سنتی توسط هندوها، جین‌ها و بودایی‌ها برگزار می‌شود تا به معلمان خود ادای احترام کنند و قدردانی کنند. این جشن در روز ماه کامل جشن گرفته می‌شود (پورنیما) در ماه هندو از آشا (ژوئن -ژوئیه) در تقویم هندو هند و نپال. این روز اولین قله چرخه قمری پس از اوج چرخه خورشیدی را نشان می‌دهد. این جشن با احترام آیینی به گورو پوجا (روحانی) مشخص می‌شود. تاریخ تولد دومین رئیس‌جمهوری هند، ساروپالی رادهاکرشنن، ۵ سپتامبر ۱۸۸۸، از سال ۱۹۶۲ به عنوان روز معلم جشن گرفته می‌شود. در این روز، معلمان و دانش آموزان مثل همیشه به مدرسه می‌روند ولی فعالیت‌ها و کلاس‌های معمول با برگزاری جشن جایگزین می‌شود. در برخی از مدارس، دانش آموزان ممتاز مسئولیت تدریس را بر عهده می‌گیرند تا قدردانی خود را از معلمان نشان دهند. |
| اندونزی           | ۲۵ نوامبر                                                                               | روز ملی معلمان همزمان با تشکیل انجمن معلمان اندونزی، PGRI، گرامی داشته می‌شود. روز ملی معلم تعطیل نیست ولی با برگزاری یک مراسم تشریفاتی به منظور قدردانی از معلمان، مدیران و سایر کارکنان مدرسه جشن گرفته می‌شود. |
| ایران             | ۲ مه (۱۲ اردیبهشت)                                                                      | پیش از انقلاب ایران، به یاد ابوالحسن خانعلی و پس از آن در همان روز به یاد مرتضی مطهری (۳۱ ژانویه ۱۹۱۹–۲ مه ۱۹۷۹) مجدداً تعیین شد. در این روز مدارس تعطیل نیستند ولی گاهی برخی از دانش آموزان و معلمان گرد هم می‌آیند تا در مدرسه با هدایایی برای معلمان مراسم بگیرند. |
| عراق              | ۱ مارس                                                                                  | روز ملی معلمان در عراق توسط دانش آموزان جشن گرفته می‌شود و با هدایایی از معلمان خود قدردانی می‌کنند، همچنین در این روز غذاهای سنتی به مدرسه می‌آورند. |
| اسرائیل           | ۲۳ کیسلف                                                                                | |
| جامائیکا          | ۶ می                                                                                    | روز معلم به‌طور معمول در ۷ مه یا اولین چهارشنبه مه جشن گرفته می‌شود. در جشن روز معلم، معمول است که دانش آموزان و والدین هدایایی برای معلمان ببرند. اکثر مدارس زود تعطیل می‌شوند. |
| اردن              | ۲۸ فوریه                                                                                | |
| قزاقستان          | اولین یکشنبه اکتبر                                                                      | |
| کوزوو             | ۷ مارس                                                                                  | |
| کویت              | ۵ اکتبر                                                                                 | |
| لائوس             | ۷ اکتبر                                                                                 | |
| لتونی             | اولین یکشنبه اکتبر                                                                      | روز معلم در یکشنبه اول اکتبر در مدارس جشن گرفته می‌شود. معمولاً برخی از کلاس‌ها در آن روز لغو یا توسط دانش آموزان بزرگتر برگزار شده و از معلمان استقبال می‌شود. |
| لبنان             | ۹ مارس                                                                                  | معمولاً از طرف دانش آموزان هدایایی به معلمان داده می‌شود تا از آموزش آنها قدردانی کنند. |
| لیبی              | ۲۸ فوریه                                                                                | |
| لیتوانی           | ۵ اکتبر                                                                                 | بین سال‌های ۱۹۶۵ تا ۱۹۹۴، در اولین یکشنبه اکتبر جشن گرفته می‌شد. از سال ۱۹۹۴، ۵ اکتبر مصادف با روز جهانی معلم جشن گرفته می‌شود. کلاس‌ها عمدتاً کوتاه یا لغو می‌شوند، در حالی که دانش آموزان یا کارگران کلاس‌های مربوط به حرفه و غیره را برگزار می‌کنند. از معلمان بیشتر با گل استقبال می‌شود. |
| مالزی             | ۱۶ مه                                                                                   | در چنین روزی در سال ۱۹۵۶، شورای قانونگذاری فدرال مالایا گزارش رزاق، یکی از چهار گزارش کمیته آموزش در مالزی، گزارش رزاق را تأیید کرد. این سند که پس از تون عبدالرزاق وزیر وزیر آموزش و پرورش به عنوان گزارش رزاق شناخته می‌شود، از آن زمان اساس آموزش در مالزی شده است. اگرچه مدارس بصورت رسمی تعطیل نیست ولی جشن‌ها معمولاً در ۱۶ مه یا زودتر در روزهای شنبه یا یکشنبه برگزار می‌شود. |
| مالدیو            | ۵ اکتبر                                                                                 | در ۵ اکتبر، مدارس مالدیو روز معلم را با فعالیت‌های زیادی جشن می‌گیرند. کودکان و دانش آموزان بسته‌ها و هدایایی را به معلمان می‌دهند. |
| موریتانی          | ۵ اکتبر                                                                                 | |
| مکزیک             | ۱۵ مه                                                                                   | در ۱۵ مه (معروف به "دیا دل مائسترو") مدارس مکزیک قرار است فعالیت‌های عادی خود را متوقف کرده و رویدادهای فرهنگی را ترتیب دهند که اهمیت و منزلت نقش معلمان در جامعه را ارتقا می‌بخشد. در واقع برخی از مدارس طبق معمول عمل می‌کنند و برخی دیگر روزهای تعطیل را تعطیل می‌کنند. اولین روز معلم در روز جشن گرفته شد ۱۵ مه ۱۹۱۸. تاریخ ۱۵ می در کنگره مکزیک در ۲۷ سپتامبر ۱۹۱۷ پیشنهاد شد، در ۲۹ اکتبر ۱۹۱۷ تصویب شد و در ۵ دسامبر ۱۹۱۷ منتشر شد. چندین دلیل ممکن برای انتخاب این تاریخ وجود دارد. در اولین مورد ذکر شده است که در شهر از سان لوئیس پوتوسی سیتی هر ۱۵ مه، گروهی از دانش آموزان برای جشن تولد معلم قدیمی خود ایزیدور، به نام سنت ایزیدور کارگر)، پیرو سنت مکزیکی در نامگذاری کودکان مطابق سنت مقدس، تجمع کردند. منشأ دوم جشن یک رویداد تاریخی در شهر کوئرتارو در ۱۵ مه 1867. |
| مولداوی           | ۵ اکتبر                                                                                 | |
| مغولستان          | ۵ اکتبر                                                                                 | |
| مراکش             | ۲۸ فوریه                                                                                | |
| میانمار           | ۵ اکتبر                                                                                 | |
| نپال              | ماه کامل روز "'آشا"' (ژوئن -ژوئیه)                                                      | روز ماه کامل نامیده می‌شود آشا سوکلا پورنیما؛ تاریخ معمولا در اواسط ژوئیه می‌افتد. روز معلم "گورو پورنیما" در نپالی، جایی که "گورو" به معنی معلم و "پورنیماً به معنی "ماه کامل" است. |
| هلند              | ۵ اکتبر                                                                                 | |
| نیوزیلند          | ۲۹ اکتبر                                                                                | |
| نیجریا            | ۵ اکتبر                                                                                 | روز معلم در نیجریه معمولاً یک روز بدون کار برای همه معلمان روستایی و شهری است. |
| مقدونیه شمالی     | ۵ اکتبر                                                                                 | |
| عمان              | ۲۴ فوریه                                                                                | |
| فلسطین            | ۱۴ دسامبر                                                                               | |
| پاناما            | ۱ دسامبر                                                                                | به مناسبت تاریخ تولد مانوئل خوزه هورتادو که به عنوان پدر آموزش پاناما شناخته می‌شود به دلیل ارتقاء آموزش جهانی مدرن از طریق تأسیس اولین مدارس دولتی و دانشکده‌های معلمان در آنچه امروزه به عنوان پاناما شناخته می‌شود - که در آن زمان بخشی از کلمبیا - با هدف شکستن چرخه معیوب جهل و فقر که اکثریت قریب به اتفاق مردم را درگیر کرده بود. وی بعداً به عنوان مدیرکل آموزش عمومی دولت ایستموس منصوب شد. |
| پاکستان           | ۵ اکتبر                                                                                 | |
| پاپوآ گینه نو     | ۵ اکتبر                                                                                 | در این روز هم روز ملی معلم و هم روز جهانی معلم را جشن می‌گیرند. هر مدرسه تحت اداره ملی آموزش و پرورش و موسسات و دانشگاه‌های آموزش عالی، این مراسم را با اجرای برنامه‌ها و فعالیت‌های اختصاص داده شده به معلمان جشن می‌گیرند. دانش آموزان و دانشجویان به‌طور فعال سهم رفاهی و رشد فکری معلمان را تصدیق می‌کنند. دولت دارای سیاست شهریه رایگان است که آموزش رایگان را برای کودکان دبستانی ارائه می‌دهد و برنامه بورس تحصیلی مهارت‌های فنی و حرفه ای را در حمایت از سیاست دولت در زمینه آموزش پیاده می‌کند. |
| پاراگویه          | ۳۰ آوریل                                                                                | |
| پرو               | ۶ جولای                                                                                 | در طول استقلال پرو، آزادیبخش خوزه د سن مارتین اولین مدرسه عادی برای مردان را با استفاده از قطعنامه تصویب شده توسط مارکی توره تگل در ۶ ژوئیه ۱۸۲۲. سال‌ها بعد، در سال ۱۹۵۳، رئیس‌جمهور وقت مانوئل اودریا تصمیم گرفت که روز معلم هر ۶ ژوئیه گرامی داشته شود. |
| فیلیپین           | ۵ اکتبر                                                                                 | به موجب اعلامیه ریاست جمهوری شماره ۲۴۲، س. ۲۰۱۱، ماه ملی معلم از ۵ سپتامبر تا جشن روز جهانی معلم در ۵ اکتبر جشن گرفته می‌شود، و این طولانی‌ترین جشن برای تجلیل از بیش از ۵۰۰۰۰۰ معلم در سراسر کشور است. قبل از سال ۲۰۱۱، روز معلم در مدارس بین ماه‌های سپتامبر و اکتبر (عمدتا مقاطع ابتدایی و متوسطه) جشن گرفته می‌شد. توسط دانش آموزان کورس‌های ارکیده به معلمان اهدا می‌شود. گروهی از دانش آموزان که سطوح مختلف تحصیلی را نشان می‌دهند، اسکیت کوتاه یا اعداد و رقص اجرا می‌کنند، یا در فعالیت‌های سراسر مدرسه برای معلمان خود در مقابل همکلاسی‌های خود شعر می‌خوانند. این فعالیتها توسط دانشجویان ارشد شورای دانش آموزی برنامه‌ریزی شده است که فعالیتها را از قبل هماهنگ می‌کنند. برای مدارس فیلیپینی - چینی، معمولاً برنامه ای توسط دانش آموزان برای معلمان در ۲۷ سپتامبر برگزار می‌شود در حالی که ۲۸ سپتامبر، که به عنوان روز واقعی معلم در نظر گرفته می‌شود، یک تعطیلات مدرسه است که در آن معلمان و دانش آموزان مجاز به استراحت هستند. ۲۸ سپتامبر به عنوان تصور می‌شود که تاریخ تولد کنفوسیوس است. |
| لهستان            | ۱۴ اکتبر                                                                                | این روز سالروز ایجاد کمیسیون آموزش ملی است که در سال ۱۷۷۳ به ابتکار شاه استانیسواو آگوست پونیاتوفسکی ایجاد شد. به‌طور معمول، گل و شیرینی توسط معلمان توسط بچه‌ها اهدا می‌شود. بازی‌ها و فعالیت‌های مدرسه نیز می‌تواند توسط گروه دانش آموزان برنامه‌ریزی شود. |
| پرتغال            | ۵ اکتبر                                                                                 | |
| پورتوریکو         | ۲۰ می                                                                                   | در سال ۲۰۱۶، در ۲۰ مه جشن گرفته شد. معمولاً این جمعه قبل از روز مادر است. در برخی موارد، در اولین جمعه ماه مه جشن گرفته شده است. |
| قطر               | ۵ اکتبر                                                                                 | |
| رومانی            | ۵ اکتبر                                                                                 | |
| روسیه             | ۵ اکتبر                                                                                 | بین سالهای ۱۹۶۵ تا ۱۹۹۴، اولین یکشنبه اکتبر، از سال ۱۹۹۴، ۵ اکتبر، مصادف با روز جهانی معلم. قبل از این، در مدارس سراسر کشور، روز معلم (و گاهی اوقات هنوز هم چنین است) اولین جمعه را با کنسرت و گردهمایی جشن گرفت. در برخی از مدارس این سنت وجود دارد که دانش آموزان کلاسهای ارشد را برای آموزش درس برای خردسالان سازماندهی می‌کنند. |
| عربستان سعودی     | ۵ اکتبر                                                                                 | |
| صربستان           | ۵ اکتبر                                                                                 | |
| سنگاپور           | اولین جمعه سپتامبر                                                                      | تعطیلات رسمی مدرسه جشن‌ها معمولاً روز قبل برگزار می‌شود، جایی که معمولاً دانش آموزان نیم روز مرخصی می‌گیرند. در دانش آموزان دبیرستان و کالج‌های خردسال، دانش آموزان به ترتیب مجاز به بازگشت به مدرسه ابتدایی و راهنمایی خود هستند. در برخی از مدارس، دانش آموزان برای سرگرمی و تجلیل از معلمان خود نمایش‌هایی را اجرا می‌کنند. قبل از سال ۲۰۱۱، روز معلم در اصل اولین روز سپتامبر بود. |
| اسلواکی           | ۲۸ مارس                                                                                 | به مناسبت تولد یان آموس کمنسکی (۲۸ مارس ۱۵۹۲–۱۵ نوامبر ۱۶۷۰) نویسنده اهل جمهوری چک |
| سومالی            | ۲۱ نوامبر                                                                               | از سال ۱۹۷۴، روز معلم یک تعطیل عمومی در هر مدرسه ای است. |
| آفریقای جنوبی     | ۵ اکتبر                                                                                 | |
| کره جنوبی         | ۱۵ مه                                                                                   | در ابتدا این کار توسط گروهی از اعضای تیم جوانان صلیب سرخ آغاز شد که از معلمان سابق بیمار خود در بیمارستان‌ها دیدن کردند. تاریخ اصلی آن ۲۶ مه بود. اما از سال ۱۹۶۵، تاریخ آن ۱۵ مه، تولد سژونگ بزرگ است. مراسم جشن ملی بین سالهای ۱۹۷۳ تا ۱۹۸۲ متوقف شد، اما پس از آن از سر گرفته شد. در سال ۱۹۸۲، دوباره احیا شد تا فضایی ایجاد شود که به مربی خود احترام بگذارد.در آن روز معمولاً به معلمان میخک توسط دانش آموزان و دانشجویان سابق آنها. ارائه میخک به معلمان مدارس دولتی طبق قانون مبارزه با پیوند غیرقانونی است. |
| سودان جنوبی       | ۱ اکتبر                                                                                 | رئیس‌جمهوری روز معلم را ۱ دسامبر اعلام کرده بود ولی سپس به ۱ اکتبر تغییر دادند. |
| اسپانیا           | ۲۷ نوامبر                                                                               | به مناسبت عید سنت جوزف کالاسانز، بنیانگذار دستور روحانیون فقیر منظم مادر خدا مدارس متدین |
| سریلانکا          | ۵ اکتبر                                                                                 | روز رسمی معلم در اکثر مدارس در ۶ اکتبر جشن گرفته می‌شود. |
| سوریه             | سومین پنجشنبه مارس                                                                      | |
| تایوان            | ۲۸ سپتامبر                                                                              | جمهوری چین در تایوان از این روز برای قدردانی از مشارکت معلمان در دانش آموزان خود و به‌طور کلی در جامعه استفاده می‌کند. مردم اغلب از این روز برای قدردانی از معلمان خود استفاده می‌کنند، مانند بازدید از آنها یا ارسال کارت برای آنها. این تاریخ به منظور گرامیداشت تولد کنفوسیوس، که معتقد است نمونه اصلی مربی است ، انتخاب شد. در سال ۱۹۳۹، وزارت آموزش و پرورش تعطیلات ملی را ۲۷ آگوست، روز تولد کنفوسیوس منسوب کرد. در سال ۱۹۵۲، یوان اجرایی آن را به سپتامبر تغییر داد و اظهار داشت که این تاریخ دقیق در تقویم میلادی محاسبه شده است. جشن در معابد کنفوسیوس در سراسر جزیره، معروف به "مراسم بزرگ اختصاص داده شده به کنفوسیوس" (祭 孔大典) برگزار می‌شود. مراسم از ساعت ۶ صبح با ضرب درام آغاز می‌شود. ۵۴ نوازنده لباس با کمربند آبی پوشیده‌اند و ۳۶ (یا ۶۴) رقاص لباس زرد با کمربند سبز پوشیده‌اند. آنها توسط نسل اول کنفوسیوس (در حال حاضر کونگ تسویی چانگ) رهبری می‌شوند و افسران تشریفاتی به دنبال آنها هستند. سه حیوان قربانی می‌شوند: گاو، بز و خوک. موهای بریده شده از این حیوانات قربانی شده موهای حکمت نامیده می‌شود. علاوه بر این، موسسات آموزشی محلی و دفاتر مدنی معلمان خاصی را به دلیل برتری و تأثیر مثبت آنها اهدا می‌کنند.                                                                          |
| تایلند            | ۱۶ ژانویه                                                                               | به عنوان روز معلم به زبان تایلندی گفتاری تصویب شد "وان کرو"، با تصویب دولت در ۲۱ نوامبر ۱۹۵۶. اولین روز معلم در ۱۹۵۷ برگزار شد. ۱۶ ژانویه مصوبه قانون معلمان، دوران بودایی ۲۴۸۸ (۱۹۴۵) است، که در روزنامه دولت در ۱۶ ژانویه ۱۹۴۵، و ۶۰ روز بعد به اجرا درآمد. اکثر مدارس تایلند آن روز تعطیل می‌شوند تا به معلمان خود در دوره دوم طولانی استراحت دهند. بسیاری از مدارس بین‌المللی این کار را نمی‌کنند، اگرچه آنها ممکن است برای تجلیل از کادر آموزشی خود جشن‌هایی را برگزار کنند. این جشن‌ها معمولاً شامل دادن تاج‌های گل کوچک یاسمن به معلمان و اجرای نمایش برای معلمان است. این یک تعطیلات مهم برای تایلندی‌ها است زیرا معلمان در تایلند بسیار مورد توجه قرار می‌گیرند. بیشتر جشن‌ها در مدارس و تعداد کمی از مراسم بزرگداشت عمومی یا رسمی وجود دارد. |
| تونس              | ۲۸ فوریه                                                                                | |
| ترکیه             | ۲۴ نوامبر                                                                               | مصطفی کمال آتاتورک اظهار داشت که "نسل جدید توسط معلمان ایجاد خواهد شد" و به عنوان رئیس‌جمهور بنیانگذار الفبای جدید برای تازه تأسیس جمهوری ترکیه در سال ۱۹۲۳ تصویب کرد. در ۲۴ در نوامبر ۱۹۲۸، مصطفی کمال عنوان معلم اصلی مدارس کشور را که توسط کابینه وزیران اعطا شد، به‌طور رسمی پذیرفت. |
| اوکراین           | اولین یکشنبه اکتبر                                                                      | در مدارس سراسر کشور، روز معلم جمعه قبل از تعطیلات با کنسرت و گردهمایی جشن گرفته می‌شود، در حالی که دانش آموزان معمولاً هدایایی مانند گل و شیرینی به معلمان خود می‌دهند. در برخی از مدارس این سنت وجود دارد که دانش آموزان کلاسهای ارشد را برای آموزش درس برای خردسالان سازماندهی می‌کنند. مراسم صدور گواهی تقدیر ممکن است برای معلمان برجسته انجام شود. |
| امارات متحده عربی | ۵ اکتبر                                                                                 | |
| انگلستان          | ۵ اکتبر                                                                                 | |
| ایالات متحده      | روز ملی معلم سه شنبه در هفته تقدیر از معلمان است که در اولین هفته کامل مه برگزار می‌شود. | انجمن آموزش ملی (NEA) روز ملی معلم را "روزی برای تجلیل از معلمان و تشخیص مشارکت پایدار آنها در زندگی ماً توصیف می‌کند.؛ NEA تاریخچه ای از روز ملی معلم ارائه می‌دهد: ریشه‌های روز معلم مبهم است. در حدود ۱۹۴۴، یک معلم ویسکانسینی به نام رایان کروگ با رهبران سیاسی و آموزشی دربارهٔ نیاز به یک روز ملی برای تجلیل از معلمان مکاتبه کرد. ماتی وایت وودریج (۱۹۰۹–۱۹۹۹)، مربی هلنا، آرکانزاس به النور روزولت نامه نوشت، که در سال ۱۹۵۳ کنگره ۸۱ را متقاعد کرد تا روز ملی معلم را اعلام کند. NEA به همراه شاخه‌های ایالت کانزاس و ایندیانا و دوج سیتی، شعبه NEA محلی کانزاس، کنگره را برای ایجاد یک روز ملی برای تجلیل از معلمان لابی کرد. کنگره ۷ مارس ۱۹۸۰ را فقط برای آن سال به عنوان روز ملی معلم اعلام کرد. NEA و شرکتهای وابسته به آن، روز اول معلم را در اولین سه شنبه ماه مارس تا سال ۱۹۸۵، زمانی که PTA ملی هفته تقدیر از معلمان را در اولین هفته کامل ماه مه تعیین کرد، ادامه دادند. مجمع نمایندگان NEA سپس به روز سه شنبه آن هفته به عنوان روز ملی معلم رای داد. از ۴ نوامبر ۱۹۷۶، ۶ نوامبر به عنوان روز معلم در ایالت ماساچوست ایالات متحده تصویب شد. در حال حاضر، ماساچوست سالانه اولین یکشنبه ماه ژوئن را به عنوان روز معلم خود تعیین می‌کند.                                                          |
| اروگوئه           | ۲۲ سپتامبر                                                                              | |
| ازبکستان          | ۱ اکتبر                                                                                 | ازبکستان یکی از کشورهایی است که روز معلم در آن ۱ اکتبر است و در سراسر این کشور یک روز تعطیل وجود دارد. روز معلم از سال ۱۹۹۷ در اینجا جشن گرفته می‌شود. |
| ونزویلا           | ۱۵ ژانویه                                                                               | |
| ویتنام            | ۲۰ نوامبر                                                                               | این تعطیلی به دانش آموزان اجازه می‌دهد تا به معلم خود احترام بگذارند. دانش آموزان از یک هفته پیشتر مشغول آماده‌سازی می‌شوند. بسیاری از کلاس‌ها، برنامه‌های ادبی و هنری را برای استقبال از روز معلم آماده می‌کنند در حالی که سایر دانش آموزان برای جشن‌هایی که در مدارس آنها برگزار می‌شود، غذا و گل تهیه می‌کنند. دانش آموزان معمولاً با اهدای گل و هدایای کوچک از معلمان خود در خانه‌هایشان دیدن می‌کنند یا با معلمان و همکلاسی خود اردوهایی ترتیب می‌دهند. دانش آموزان سابق نیز در این روز به معلمان سابق خود احترام می‌گذارند. ریشه این تعطیلات در بازدید مربیان کشورهای بلوک کمونیستی در ورشو در سال ۱۹۵۷ است. اولین بار در سال ۱۹۵۸ به عنوان روز مانیفست بین‌المللی مربیان جشن گرفته شد. در سال ۱۹۸۲ این روز به روز مربیان ویتنامی تغییر نام داد. روز معلم ویتنام (یا روز منشور معلمان ویتنامی) یادبودی است که هر ساله در ۲۰ نوامبر در ویتنام جشن گرفته می‌شود. این جشنواره بخش آموزش و پرورش و روز معلم است، یک روز «احترام به دین» است که هدف آن تجلیل از معلمان است. در این روز، دانش آموزان اغلب برای اهدای گل و هدیه به معلمان می‌آیند. بخش آموزش نیز معمولاً از این فرصت برای ارزیابی مجدد فعالیت‌های آموزشی و بهبود کیفیت آموزشی استفاده می‌کند. این روز اولین بار در سال ۱۹۵۸ در سراسر ویتنام شمالی جشن گرفته شد. |
| یمن               | ۲۸ فوریه                                                                                | |